# Ervastebymasten

Ervastebymasten är en 332 meter hög radio- och TV-mast belägen i Ervasteby i Motala distrikt strax öster om Motala, Östergötland
Masten är en av tre lika höga master:
- Herrestadmasten i Uddevalla
- Kisamasten i Kinda

Samt tidigare även:
- Häglaredsmasten i Borås